# Centrul Atletic Spyros Kyprianou
Centrul Atletic Spyros Kyprianou (greacă Αθλητικό Κέντρο "Σπύρος Κυπριανού) este cel mai mare centru atletic din Cipru. El se află îm Limassol, Cipru. Numele provine de la vechiul președinte al Ciprului, Spyros Kyprianou. Construit între anii 2002-2005, are o capacitate de 6,225.
Acest complex a fost gazda Concursului Muzical Eurovision Junior 2008.